# Guldbaggens publikpris
Guldbaggens publikpris, tidigare Biopublikens pris, delas sedan 2007 ut vid Guldbaggegalan. Till skillnad från galans övriga priser, vilka bestäms av jury, röstas vinnaren av detta pris fram av allmänheten.

## Historik
Biopublikens pris instiftades inför 2007 års Guldbaggegala. De nominerade filmerna var då de tre svenska filmer som haft flest biobesök under det gångna året. För att de filmer som haft premiär under julhelgen också skulle få en chans att bli nominerade så togs även biljettstatistiken från de första veckorna under det nya året med. Vinnaren utsågs genom en telefon- och smsomröstning under galan. Vid Guldbaggegalan 2012 delades inget pris ut i denna kategori. 
Inför Guldbaggegalan 2018 bytte priset namn till Guldbaggens publikpris, och reglarna ändrades så att det från och med detta år går att rösta på samtliga det gångna årets filmer, men på själva galan är det bara de tre filmer som fått flest röster som anges som nominerade. Guldbaggens publikpris produceras av Svenska Filminstitutet i samarbete med Aftonbladet, som under veckorna fram till galakvällen huserar omröstningen på sin webbsida. P.g.a. coronapandemin utdelades inte Guldbaggens publikpris på Guldbaggegalan 2021 och Guldbaggegalan 2022.
Priset har omväxlande tillfallit vinnarfilmernas regissör eller producent.

## Vinnare och nominerade

### Biopublikens pris

#### 2000-talet
| År          | Film                        | Regissör                     |
| ----------- | --------------------------- | ---------------------------- |
| 2006 (42:a) | Underbara älskade           | Johan Brisinger              |
| 2006 (42:a) | Offside                     | Mårten Klingberg             |
| 2006 (42:a) | Storm                       | Björn Stein och Måns Mårlind |
| 2007 (43:e) | Arn – Tempelriddaren        | Peter Flinth                 |
| 2007 (43:e) | Ett öga rött                | Daniel Wallentin             |
| 2007 (43:e) | Underbar och älskad av alla | Hannes Holm                  |
| 2008 (44:e) | Arn – Riket vid vägens slut | Peter Flinth                 |
| 2008 (44:e) | Låt den rätte komma in      | Tomas Alfredson              |
| 2008 (44:e) | Patrik 1,5                  | Ella Lemhagen                |
| 2009 (45:e) | Män som hatar kvinnor       | Niels Arden Oplev            |
| 2009 (45:e) | Bröllopsfotografen          | Ulf Malmros                  |
| 2009 (45:e) | Flickan som lekte med elden | Daniel Alfredson             |

#### 2010-talet
| År          | Film                                                  | Regissör                           |
| ----------- | ----------------------------------------------------- | ---------------------------------- |
| 2010 (46:e) | Änglagård – tredje gången gillt                       | Colin Nutley                       |
| 2010 (46:e) | Farsan                                                | Josef Fares                        |
| 2010 (46:e) | Snabba Cash                                           | Daniel Espinosa                    |
| 2011 (47:e) | Inget pris gavs ut detta år.                          | Inget pris gavs ut detta år.       |
| 2012 (48:e) | Sune i Grekland - All inclusive                       | Hannes Holm                        |
| 2012 (48:e) | En gång i Phuket                                      | Staffan Lindberg                   |
| 2012 (48:e) | Hamilton - I nationens intresse                       | Kathrine Windfeld                  |
| 2013 (49:e) | Hundraåringen som klev ut genom fönstret och försvann | Felix Herngren                     |
| 2013 (49:e) | Monica Z                                              | Per Fly                            |
| 2013 (49:e) | Sune på bilsemester                                   | Hannes Holm                        |
| 2014 (50:e) | Micke & Veronica                                      | Staffan Lindberg                   |
| 2014 (50:e) | Bamse och tjuvstaden                                  | Christian Ryltenius                |
| 2014 (50:e) | Sune i fjällen                                        | Gustaf Åkerblom                    |
| 2015 (51:a) | En man som heter Ove                                  | Hannes Holm                        |
| 2015 (51:a) | En underbar jävla jul                                 | Helena Bergström                   |
| 2015 (51:a) | Så ock på jorden                                      | Kay Pollak                         |
| 2016 (52:a) | Hundraettåringen som smet från notan och försvann     | Felix och Måns Herngren            |
| 2016 (52:a) | Bamse och häxans dotter                               | Christian Ryltenius och Maria Blom |
| 2016 (52:a) | Morran & Tobias – Som en skänk från ovan              | Mats Lindberg                      |

1. ↑  De tre svenska filmer som hade flest biobesök under 2011, och som sålunda hade nominerats om priset hade utdelats, var Jägarna 2, Hur många lingon finns det i världen och Åsa-Nisse – wälkom to Knohult. [3]

### Guldbaggens publikpris

#### 2010-talet
| År          | Film                              | Producent                                |
| ----------- | --------------------------------- | ---------------------------------------- |
| 2017 (53:e) | Sameblod                          | Lars G. Lindström                        |
| 2017 (53:e) | Solsidan                          | Emma Nyberg                              |
| 2017 (53:e) | Superswede                        | Mia Sohlman                              |
| 2018 (54:e) | Tårtgeneralen                     | Lars Beckung, Renée Axö och Martin Söder |
| 2018 (54:e) | Den blomstertid nu kommer         | Crazy Pictures                           |
| 2018 (54:e) | Vill du dansa?                    | Filmdirekt                               |
| 2019 (55:e) | Jag kommer hem igen till jul      | Sandra Harms och Rachel Bodros Wolgers   |
| 2019 (55:e) | Hasse & Tage – en kärlekshistoria | Fredrik Heinig och Cecilia Nessen        |
| 2019 (55:e) | En del av mitt hjärta             | Patrick Ryborn                           |

#### 2020-talet
| År          | Film                        | Regissör                            |
| ----------- | --------------------------- | ----------------------------------- |
| 2020 (56:e) | Inget pris gavs ut dessa år |                                     |
| 2021 (57:e) | Inget pris gavs ut dessa år |                                     |
| 2022 (58:e) | Feed                        | Johannes Persson                    |
| 2022 (58:e) | Jag är Zlatan               | Jens Sjögren                        |
| 2022 (58:e) | UFO Sweden                  | Crazy Pictures                      |
| 2023 (59:e) | Beck – Inferno              | Pontus Klänge                       |
| 2023 (59:e) | Canceled                    | Oskar Mellander                     |
| 2023 (59:e) | Hammarskjöld                | Per Fly                             |
| 2024 (60:e) | Den sista resan             | Filip Hammar och Fredrik Wikingsson |
| 2024 (60:e) | En del av dig               | Sigge Eklund                        |
| 2024 (60:e) | Filmen om Kal P Dal         | Dag Ösgård och Stefan Källstigen    |